# Космерка
Космерка је мало ненасељено острвце у хрватском делу Јадранског мора у Шибенском архипелагу.
Налази се 4 км југозападно од острва Жирје. Површина острва износи 0,037 км². Дужина обалне линије је 0,79 км.. Највиши врх на острву је висок 27 м.